# Flămânda (cartier în Constanța)
Flămânda este un cartier din Constanța. Principala stradă din acest cartier este Str. Flămânda. Cartierul se învecinează cu cartierul Tomis I.

 Acest articol despre o localitate din județul Constanța este deocamdată un ciot. Puteți ajuta Wikipedia prin completarea lui.